# 別列日尼齊亞 (桑博爾區)
49°27′40″N 23°7′12″E / 49.46111°N 23.12000°E
別列日尼齊亞（烏克蘭語：Бережниця），是烏克蘭西部的村莊，隸屬利維夫州的桑比爾區。該村發源自十五世紀，面積9.15平方公里，海拔高度325米，2021年人口355。